# Klaus Schlüter (Agrarwissenschaftler)
Klaus Schlüter (* 1955) ist ein deutscher Phytomediziner und Botaniker an der FH Kiel. Er beschäftigt sich insbesondere mit Pilzkrankheiten.

## Werke
- Horst Börner, Klaus Schlüter, Jens Aumann: Pflanzenkrankheiten und Pflanzenschutz. 8. Auflage. Springer, Berlin, Heidelberg 2009, ISBN 978-3-540-49068-5, urn:nbn:de:1111-2009121476.